# Проституция в Латвии
Проституция в современной Латвии является легальной деятельностью. Проститутки должны быть совершеннолетними, иметь справку о состоянии здоровья и могут оказывать сексуальные услуги только в собственных или съёмных жилых помещениях. Численность проституток в 2005 году оценивалась в пределах 10—30 тысяч. По сообщениям ряда западных СМИ начала XXI века, Латвия являлась популярным местом секс-туризма.

## Законодательство
4 ноября 1998 года правительство Латвии приняло «Правила по ограничению проституции», которые регламентировали деятельность проституток. Правила запрещали заниматься проституцией несовершеннолетним, недееспособным и не имеющим «карты здоровья» (документа, выдаваемого врачом-дерматовенерологом). Проституткам воспрещалось оказывать сексуальные услуги в неустановленном месте, объединяться в группы для оказания сексуальных услуг (однако случай, когда несколько проституток оказывают сексуальные услуги одному клиенту по его заказу, не считался объединением в группу), оказывать услуги в случае заболевания. В январе 2008 года были приняты поправки в законодательство о проституции.
Ответственность за нарушения правил предусмотрена статьёй 174-4 КоАП, за повторное нарушение в течение года — статьёй 163 Уголовного закона.
В 2017 году МВД Латвии предложило поднять возраст, с которого проститутки могут легально предоставлять услуги, с 18 до 25 лет. По словам представителя МВД, таким образом государство подаст сигнал молодёжи, что можно найти и другие, более приемлемые виды деятельности в жизни.

## Скандал с фильмом «Buy Bye Beauty»
В 2001 году вышел снятый в Риге документальный фильм шведского режиссёра Пола Холандера «Купи-прощай, красотка» («Buy Bye Beauty»), где Латвия представлялась одним из центров европейской проституции. В фильме содержались сцены, где режиссёр занимается сексом с девушками из Латвии. В закадровом комментарии к одному из таких эпизодов говорилось: «Я делаю с этой девчонкой то, что Швеция делает с Латвией». Фильм вызвал негативную реакцию политиков Латвии. Президент Вайра Вике-Фрейберга заявила: «Если там действительно утверждается, что половина наших женщин — проститутки, то это не документальный фильм. Это — политическая пропаганда». На срочном заседании комиссии Сейма по обороне и внутренним делам фильм был назван «провокацией с целью скомпрометировать Латвию и затормозить движение Латвии в Европейский союз». Были задействованы Министерство внутренних дел, прокуратура и налоговая служба.

## Детская и подростковая проституция
В докладе Госдепартамента США в марте 2002 года говорилось, что около 15 % проституток в Латвии являются несовершеннолетними в возрасте от 8 до 18 лет. В июле 2004 года Комитет по ликвидации дискриминации в отношении женщин ООН выразил обеспокоенность «вовлечённостью несовершеннолетних девушек в проституцию и высоким спросом на несовершеннолетних проституток» в Латвии.
В докладе Госдепартамента США в 2009 году говорилось, что латвийских женщин с целью эксплуатации переправляют в различные европейские страны, а также отмечалось: «латвийские девочки-подростки становятся объектом торговли внутри страны в целях коммерческой сексуальной эксплуатации».